# Grüngelbe Palmlanzenotter
Die Grüngelbe Palmlanzenotter (Bothriechis lateralis), auch kurz Palmenlanzenotter, ist eine Giftschlange aus der Familie der Vipern (Viperidae).

## Merkmale
Grüngelbe Palmlanzenotter werden 60 bis 80, manchmal auch knapp über 100 Zentimeter lang. Weibchen werden deutlich größer als die Männchen. Palmenlanzenottern kommen in zwei Farbphasen vor. Die häufigere weist eine hellgrüne Färbung auf, wobei sich meist ein weißer Streifen vom Mundwinkel dem Körper entlang zieht. Die blaue Phase weist hingegen einen grün-blau schimmernden Ton auf und trägt häufig keinen Lateralstreifen.
Der Kopf ist deutlich vom schlanken Körper abgesetzt und ist je nach Geschlecht von dreieckiger Gestalt oder oval. Die Weibchen haben einen deutlich wuchtigeren Kopf als die eher kleinen und ovalen Köpfe der Männchen. Das mittelgroße Auge hat eine senkrechte Pupille. Palmenlanzenottern haben einen gut ausgebildeten Greifschwanz, welcher es ihnen erlaubt, sich mit dem Schwanzende um einen Ast zu umklammern, um mit bis zu fast voller Länge nach vorne zu stoßen.

## Verbreitung
Die Grüngelbe Palmlanzenotter bewohnt fast ausschließlich Nebelwälder und Bergregenwälder in Costa Rica und Panama in Höhen von 1200 bis 2300 Metern, wobei sie bisweilen bis auf 850 über NN vorkommt. Sie bevorzugt die Nähe von Bächen und hält sich meist im Blattwerk der Bäume und Sträucher auf. Am häufigsten kommt sie in Kaffeeplantagen vor, wodurch sie gerade für Plantagenarbeiter eine Gefahr darstellt.

## Ernährung

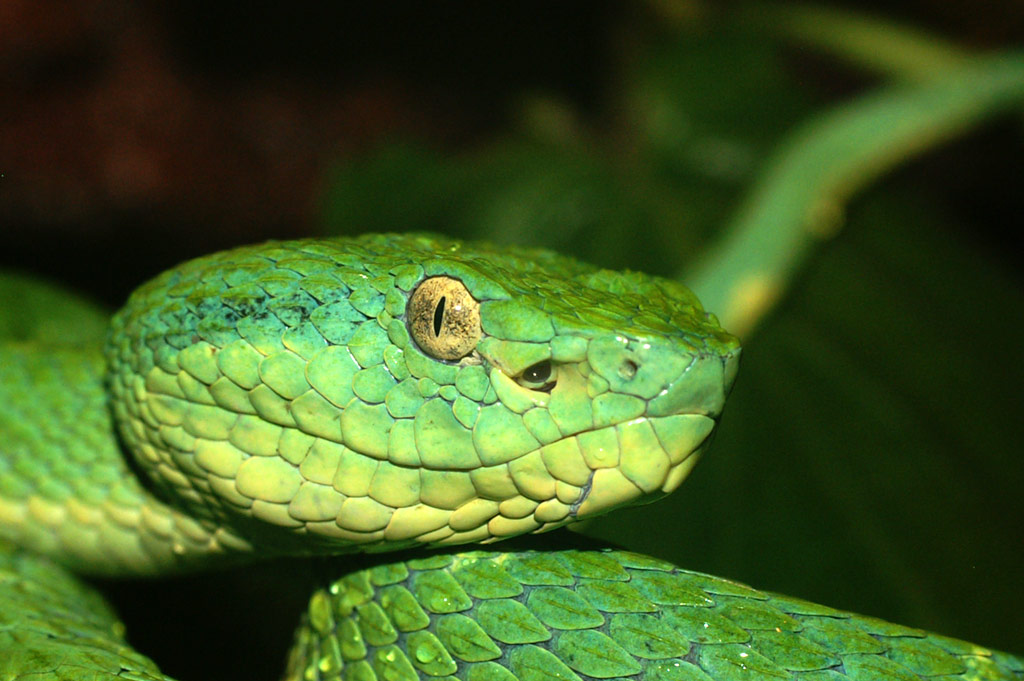
Grüngelbe Palmlanzenotter

Sie ernähren sich von Mäusen, kleinen Vögeln, Echsen und Fröschen. Wenn eine Grüngelbe Palmlanzenotter eine potentielle Beute ausgemacht hat, schleicht sie sich heran, stößt blitzschnell vor und beißt die Beute. Mit dem Eindringen der Giftzähne presst sie das tödliche Gift ein. Nachdem das Beutetier verendet ist, schlingt sie es wie alle Schlangen im ganzen Stück herunter.

## Fortpflanzung
Die Grüngelbe Palmlanzenotter ist wie alle Arten der Gattung lebendgebärend (Ovoviviparie). Die Jungschlangen sind bei der Geburt schon über 20 Zentimeter lang.

## Giftigkeit
Das Gift der Grüngelben Palmlanzenotter hat Gewebe zerstörende und neurotoxische Bestandteile. Es kommt relativ häufig zu Unfällen, bei denen die Otter Menschen, die durch den dichten Wald gehen, beißt. Viele davon gehen tödlich aus, weil durch die baumbewohnende Lebensweise häufig die Bisse in Gesicht und Oberkörper erfolgen.